# Edward Weber
Edward Weber (ur. 17 stycznia 1897, zm. 24 marca 1961 w Cieszynie) – polski działacz społeczności żydowskiej, ostatni przewodniczący Kongregacji Wyznania Mojżeszowego w Cieszynie, ojciec Kurta Webera.
Jest ostatnią osobą pochowaną na nowym cmentarzu żydowskim przy ulicy Hażlaskiej w Cieszynie.